# سوبود كومار
سوبود كومار (10 أكتوبر 1991 - ) هو لاعب كرة قدم هندي في مركز الدفاع. لعب مع نادي إيست بنغال وIndian Arrows ‏.

## وصلات خارجية
- سوبود كومار على موقع قاعدة بيانات كرة القدم.إي يو (الإنجليزية)